# Lega Nazionale A 2016-2017 (hockey su ghiaccio)
La Stagione 2016-2017 è stata la 75ª edizione di LNA del campionato svizzero di hockey su ghiaccio. I playoff si sono conclusi con la vittoria del Berna, che si riconferma campione svizzero.

## Partecipanti
| Squadra           | Città    | Pista               | Capienza | Riassunto stagione |
| ----------------- | -------- | ------------------- | -------- | ------------------ |
| Ambrì-Piotta      | Ambrì    | Valascia            | 6.500    | Dettagli           |
| Berna             | Berna    | PostFinance-Arena   | 17.131   | Dettagli           |
| Bienne            | Bienne   | Eisstadion          | 7.000    | Dettagli           |
| Davos             | Davos    | Vaillant Arena      | 7.080    | Dettagli           |
| Friburgo-Gottéron | Friborgo | BCF Arena           | 6.700    | Dettagli           |
| Ginevra-Servette  | Ginevra  | Les Vernets         | 7.382    | Dettagli           |
| Kloten Flyers     | Kloten   | Kolping Arena       | 7.624    | Dettagli           |
| Langnau Tigers    | Langnau  | Ilfishalle          | 6.050    | Dettagli           |
| Losanna           | Losanna  | Patinoire de Malley | 9.244    | Dettagli           |
| Lugano            | Lugano   | Resega              | 7.800    | Dettagli           |
| Zugo              | Zugo     | Bossard Arena       | 7.015    | Dettagli           |
| ZSC Lions         | Zurigo   | Hallenstadion       | 11.200   | Dettagli           |

## Qualificazione LNA/LNB
L'Hockey Club Ambrì Piotta mantiene la permanenza in LNA perché ha battuto l'SC Langenthal nello spareggio.
|  | Finale                   |                          |                          |                          |                          |   |   |   |   |   |  |
|  |                          |                          |                          |                          |                          |   |   |   |   |   |  |
|  | Hockey Club Ambrì-Piotta | Hockey Club Ambrì-Piotta | Hockey Club Ambrì-Piotta | Hockey Club Ambrì-Piotta | Hockey Club Ambrì-Piotta | 4 | 2 | 2 | 2 | 4 |  |
|  | SC Langenthal            | SC Langenthal            | SC Langenthal            | SC Langenthal            | SC Langenthal            | 2 | 1 | 1 | 0 | 0 |  |